# Somerset (Kentucky)
Somerset és una població dels Estats Units a l'estat de Kentucky. Segons el cens del 2000 tenia 11.352 habitants.

## Demografia
Segons el cens del 2000, Somerset tenia 11.352 habitants, 4.831 habitatges, i 2.845 famílies. La densitat de població era de 388,9 habitants/km².
Dels 4.831 habitatges en un 26,6% hi vivien nens de menys de 18 anys, en un 41,3% hi vivien parelles casades, en un 15% dones solteres, i en un 41,1% no eren unitats familiars. En el 37,8% dels habitatges hi vivien persones soles el 18,4% de les quals corresponia a persones de 65 anys o més que vivien soles. El nombre mitjà de persones vivint en cada habitatge era de 2,13 i el nombre mitjà de persones que vivien en cada família era de 2,8.
Per edats la població es repartia de la següent manera: un 20,6% tenia menys de 18 anys, un 8,5% entre 18 i 24, un 27,8% entre 25 i 44, un 21,7% de 45 a 60 i un 21,4% 65 anys o més.
L'edat mediana era de 40 anys. Per cada 100 dones de 18 o més anys hi havia 78,5 homes.
La renda mediana per habitatge era de 22.362 $ i la renda mediana per família de 31.226 $. Els homes tenien una renda mediana de 28.536 $ mentre que les dones 20.194 $. La renda per capita de la població era de 14.048 $. Entorn del 16,4% de les famílies i el 22,1% de la població estaven per davall del llindar de pobresa.

## Poblacions més properes
El següent diagrama mostra les poblacions més properes.